# Obstacle 1
Obstacle 1 è un singolo del gruppo musicale statunitense Interpol, pubblicato l'11 novembre 2002 ed estratto dal primo album in studio Turn on the Bright Lights.
Il video musicale di "Obstacle 1" è stato diretto da Floria Sigismondi. La canzone si è piazzata al 41° nella classifica UK Singles Chart ed è stata classificata da Pitchfork al posto 64° tra le 500 migliori canzoni degli anni 2000.
Il 15 settembre 2003 il brano è stato remixato dal produttore Arthur Baker e ristampato come singolo. Charlotte Martin ha inserito una cover della canzone nel suo album Reproductions.

## Tracce
- CD

1. Obstacle 1" – 4:11
2. PDA (Live KCRW Morning Becomes Eclectic Session) – 4:56
3. Hands Away (Live Peel Session) – 3:10

- 7"

1. Obstacle 1 – 4:11
2. Obstacle 2 (Live Peel Session) – 3:50